# 高木貞二
高木 貞二（たかぎ さだじ、1893年12月3日 - 1975年10月28日）は、日本の実験・動物心理学者、東京大学名誉教授。

## 来歴
大阪市生まれ。旧制天王寺中学、旧制一高を経て、1918年（大正7年）に東京帝国大学文学部哲学科心理学専修卒業。1919年（大正8年）から1921年（大正10年）にかけてアメリカのコーネル大学に留学。1922年（大正11年）に第三高等学校教授（1929年から1933年京都帝大文学部講師兼任）、1933年（昭和8年）に東京帝大文学部心理学助教授、1943年（昭和18年）に同大教授。戦後、東京大学文学部教授、1947年（昭和22年）から1950年（昭和25年）に文学部長、1949年（昭和24年）から1952年（昭和27年）に教育学部長、1950年（昭和25年）から1953年（昭和28年）に附属図書館長、1952年（昭和27年）から1954年（昭和29年）に教養学部長、1954年（昭和29年）に定年退官、名誉教授。1954年（昭和29年）から1964年（昭和39年）に東京女子大学学長。1965年（昭和40年）から1969年（昭和44年）にかけて財団法人能力開発研究所初代所長。1969-1971雇用促進事業団・職業研究所所長。この間、1958年（昭和33年）に日本学士院会員。1965年（昭和40年）に日本心理学会名誉会員。キリスト教徒である。
ゲシュタルト心理学を導入し、科学的心理学の確立に貢献。「ヤマガラの知覚」に関する研究などがある。
1953年（昭和28年）11月30日には、皇居に招かれて昭和天皇に「心理学の基礎問題」について進講した

## 家族
実父は高木貞衛（元萬年社社長）。岳父に麒麟麦酒社長の伊丹二郎。
娘婿に池貝庄太郎の孫・正一（池貝鉄工所・品川精機重役）。相婿に佐竹次郎。

## 著作
著書
- 『律的動作の研究』（心理学研究会、1921年）

編書
- 『現代心理学の展開』（学生書房、1949年）
- 『心理学における数量化の研究』（東京大学出版会、1955年）
- 『心理学』（東京大学出版会、1957年）
- 『心理学研究法』（岩波書店、1958年）
- 『現代心理学の課題』（東京大学出版会、1971年）
- 『現代心理学と数量化』（東京大学出版会、1972年）

論文
- 「(批評紹介) ブレンタノーとヴント 経験心理学と実験心理学（ティチナー）」『哲学雑誌』第37巻 425号 (1922)
- 「『感覚』概念の廃棄」『思想』第15号 (1926)
- 「感覚の概念について」『心理学研究』第2巻 3輯 (1927)
- 「知覚研究の基本問題-主に特性の対象論的研究」『心理学及び芸術の研究 上巻』改造社 (1930)
- 「連想心理学と統覚心理学」『岩波講座 教育科学・第12冊』岩波書店 (1932)
- 「知覚の問題」『岩波講座 哲学・第8巻』岩波書店 (1932)
- 「山雀に於ける形の弁別並びに形の恒常に関する実験的研究」『心理学研究』第8巻 4輯 (1933)
- 「山雀に於ける明るさ反応の移調に及ぼす背景の影響」『心理学研究』第10巻 5・6 合輯 (1935)
- 「ヤマガラの明るさ選択反応に於ける方向性について」『動物心理』第2巻 4号 (1936)
- 「山雀の明るさ選択反応に於ける相対的要因と絶対的要因」『速水博士還暦記念・心理学哲学論文集』岩波書店 (1937)
- 「近接要因並びに類同の要因に関する実験的吟味」『心理学研究』第15巻 1輯 (1940)
- 「位置及び方向の恒常に関する実験的研究」『松本博士喜寿記念 心理学新研究』岩波書店 (1943)
- 「現代心理学の理論的基礎」『現代心理学の展開』学生書房 (1948)
- 「ゲシタルト心理学」横山松三郎ほか編『現代心理学序説』明治書院 (1949)
- "Proximity and Similarity in Visual Perception", Proceeding and Papers of the 13th International Congress of Psychology at Stockholm, (1951)
- 「ティチナー」日本応用心理学会編『心理学講座 1. 現代心理学』中山書店 (1953)